# Gryllacris tessellata
Gryllacris tessellata is een rechtvleugelig insect uit de familie Gryllacrididae. De wetenschappelijke naam van deze soort is voor het eerst geldig gepubliceerd in 1770 door Drury.